# Johan Sverdrup
Johan Sverdrup (30. července 1816 Sem - 17. února 1892 Oslo) byl norský politik, představitel liberální strany Venstre, jejímž zakladatelem a prvním předsedou byl. Stal se čtvrtým premiérem Norska v letech 1884–1889 a byl prvním norským premiérem, který byl demokraticky zvolen. Během svého premiérského mandátu vedl souběžně i několik resortů: byl ministrem obrany (1885–1889), kontroly (1884), námořnictví a pošt (1884–1885).

## Život
Jeho otec byl průkopníkem vědeckého zemědělství v Norsku. Johan vystudoval práva, absolvoval v roce 1841. Poté pracoval jako právník v Larviku. V roce 1851 byl poprvé zvolen do Stortingu. V letech 1862 až 1869 byl předsedou dolní komory a v letech 1871-1884 prezidentem celého Stortingu.
V Norsku byly politické strany dlouho považovány za nežádoucí. Sverdrup nesouhlasil a od prvních dnů ve Stortingu se snažil vytvořit radikálně liberální stranu. Svůj první pokus nazval „Strana právníků“ (podle povolání vůdců strany), ale nesetkal se s pochopením, takže projekt uložil k ledu. Na další roky uzavřel volné spojenectví s rolnickým vůdcem Olem Gabrielem Uelandem (1799–1870). V roce 1870 Ueland zemřel a vedení volné aliance rolníků přešlo na Sørena Jaabæka (1814–1894), extrémně konzervativního politika, jehož jediným programem byly škrty rozpočtu. Taková politika Sverdrupa odpuzovala, ale uznal Jaabæka jako neformálního vůdce aliance.
V roce 1869 byla přijata reforma, která přinášela každoroční parlamentní zasedání namísto dřívějších zasedání jednou za tři roky. Král reformu prosadil patrně z technických důvodů, aby bylo možno přijímat aktualizované rozpočty; skutečné politické dopady patrně nepředvídal. Zasedal-li totiž parlament tak často v Kristiánii (Oslu), zatímco král sídlil ve Stockholmu, bylo to velmi nepraktické. To v roce 1872 pochopil nový král Oskar II. Rozhodl tedy, že Norsko bude mít nově dva premiéry, jeden bude sedět ve Stockholmu a komunikovat s králem, druhý v Oslu a bude se zodpovídat parlamentu a jednat s ním. To byl důležitý krok na cestě k norské nezávislosti. (Do té doby byl v Oslu jen guvernér, což byla ale funkce, která byla patnáct let neobsazená a neměla žádný reálný význam). Roku 1873 tak mělo Norsko prvního „domácího“ premiéra, Frederika Stanga.
Sverdrup pochopil, že váhy moci tím byly klíčovým způsobem vychýleny, ale k prosazení jeho cíle soustředěného do hesla „všechnu moc Stortingu“, bylo potřeba ještě vyřešit problém královského veta a vlivu krále obecně. Sverdrup si byl jist, že nová ústava už králi nedává žádný reálný prostor a je jen potřeba mu to dokázat politickou praxí. Ve všeobecných volbách v roce 1882 získala Sverdrupova strana přesvědčivou většinu. Podařilo se jí naplnit čtvrtinu Stortingu. Od té chvíle Sverdrup zahájil soustředěný tlak na krále. Ten jmenoval několik premiérů bez ohledu na složení Stortingu, ale Sverdrupova strana jim v parlamentu natolik ztěžovala život, že všichni postupně podali demisi. Král pochopil, že mu nezbývá než jmenovat Johana Sverdrupa premiérem. Tímto poměrně nenápadným politickým dramatem byl v Norsku prosazen skutečný parlamentarismus.
Sverdrup založil novou stranu Venstre a vládl pak pět příštích let. Paradoxně ovšem plně nepochopil povahu parlamentního systému, který prosadil, a dostal se s parlamentem do tak komplikovaných vztahů, že jeho vláda bývá hodnocena jako značně neúspěšná. Problém byl v jeho vlastní straně, v níž on sám byl představitelem konzervativnější frakce opřené o venkov, zatímco dost velký vliv měla radikálnější frakce Venstre s podporou ve městech, které ale Sverdrup v exekutivě nedal žádný prostor. Strana se Sverdrupovi rozpadla pod rukama, radikálové si založili vlastní stranu a útočili na Sverdrupa, ovšem opozice v podobě pravicové strany Høyre schválně Sverdrupa udržela u moci, neboť se domnívala, že čím větší rozvrat a více sporů na levici, tím pro ni lépe. Zároveň nepodporovala premiérovu politiku, čímž se Sverdrup ocitl v úplné pasti. Přesto nepodal demisi a ještě dva roky se sveřepě držel křesla premiéra, kterážto neflexibilita a neochota vnímat realitu bývá často přisuzována jeho vyššímu věku (70 let, což bylo tehdy hodně). Volby roku 1889 ukázaly, že strategie Høyre byla svým způsobem správná, neboť obě liberální strany, ta Sverdrupova i „odpadlická“, pohořely a konzervativci se ujali vlády.
V Norsku je dnes Sverdrup vnímán jako svým způsobem tragická postava: otec norského parlamentarismu, který ale podstatu parlamentarismu nepochopil a jeho vlastní dílo ho politicky zničilo.
V roce 2020 po něm bylo v Norsku pojmenováno nové ropné pole.